# Modasa
Modasa es una ciudad de la India en el distrito de Aravalli, estado de Guyarat.

## Geografía
Se encuentra a una altitud de 142 m s. n. m. a 105 km de la capital estatal, Gandhinagar, en la zona horaria UTC +5:30.

## Demografía
Según estimación 2011 contaba con una población de 65 615 habitantes.